# Eisenach West
Eisenach West (niem: Bahnhof Eisenach West) – stacja kolejowa w Eisenach, w kraju związkowym Turyngia, w Niemczech. Znajduje się na Thüringer Bahn.

## Historia

### Przystanek od 1893
W dniu 1 sierpnia 1893 przystanek został otwarty pod naciskiem Eisenacher Kammgarnspinnerei, a następnie największej firm przemysłowej Wartburgstadt, w pobliżu głównej zachodniej bramy miasta jako Eisenach-West. W dogodnej lokalizacji, około 2,2 km na zachód od głównego dworca kolejowego, Eisenacher Elektrizitätswerk, był obsługiwany przez tramwaje w Eisenach. Zachodnie i północne przyległe ulice zostały wybudowane od 1900 roku przez Radę Miasta poprzez budowę kamienic dla robotników przemysłowych, tworząc zachodni dworzec, w samym sercu nowo rozwijającej się podmiejskich dzielnicy przemysłowej.

### Budowa dworca
Już w latach 1902-05 budowa trasy Wartha–Creuzburg–Mihla–Treffurt została wymuszoną poprzez wzrost natężenia ruchu i pogorszenie warunków jazdy ze względu na zwiększenie par pociągów.
Dworzec zachodni został wybudowany na nowym miejscu i otrzymał swoją obecną formę.

### Do 1961
Podczas I wojny światowej Eisenach-West został zmodernizowany przez reorganizację Zughierarchie (wprowadzenie ekspresów wojskowych) jako alternatywa dla Eisenach Hauptbahnhof, tylko w 1920 roku spowodowało budowę potrzebnych obiektów zajezdni towarowych. Na początku lat 30 wybudowano linię kolejową do zakładu gazowego w Eisenach. Od sierpnia 1939 roku, poprzez optymalizację harmonogramów dla pociągów pasażerskich i towarowych (również pod naciskiem Kali-Industrie im Werra-Revier) zwiększyła przepustowość stacji. Na stacji Eisenach-West możliwa była usługa pocztowa.
Podczas walki, pod koniec II wojny światowej, stacja znajduje się bezpośrednio na zachód od zniszczonego mostu kolejowego nad drogą co przynosi przerwę w kursowaniu pociągu do Kassel na kilka tygodni. Od sierpnia 1945 roku wznowiono ruch pasażerski z 20 parami pociągów dziennie. Warunki pracy były bardzo trudne ze względu na środowisko polityczne, ponieważ granica pomiędzy terytoriami okupowanymi znajdowała się w Eisenach. Innym problemem był przepływ towarów i przemytu ludzi. Naloty na Eisenach West były na porządku dziennym.

### Okres zimnej wojny
Po wybudowaniu Muru Berlińskiego w sierpniu 1961 roku Eisenach-West obsługiwała tylko kilka pociągów pasażerskich. W dniu 1 września 1969 r., było ustalenie całości ruchu na trasie Wartha–Mihla i 25 września 1976 r. Wartha–Hörschel–Eisenach. Pod koniec lat 80 wybudowano nową fabrykę samochodów (obecnie Opel), co spowodowało powstanie nowego przystanku kolejowego.

### Po 1991
Po zjednoczeniu, stacja została zmodernizowana i obecnie znajduje się na trasie R6 Eisenach Hauptbahnhof-Bebra. Od 2 czerwca 1991 stopniowo modernizowano stację i zelektryfikowano linię Eisenach-Wartha (Werra)-Gerstungen, a budynek został gruntownie odnowiony.